# Mistrovství světa v rychlobruslení ve víceboji žen
Mistrovství světa v rychlobruslení ve víceboji žen je pořádáno Mezinárodní bruslařskou unií každoročně od roku 1936 s výjimkou válečných let. Neoficiální šampionáty se uskutečnily v letech 1933–1935. Do roku 1995 se ženské mistrovství konalo nezávisle na mužském, od roku 1996 se pořádají společné šampionáty.

## Historie

### Tratě
- V letech 1933–1935 se závodilo na třech tratích: 500 m – 1000 m – 1500 m.
- V letech 1936–1955 se závodilo na čtyřech tratích: 500 m – 1000 m – 3000 m – 5000 m (tzv. starý čtyřboj).
- V letech 1956–1982 se závodilo na čtyřech tratích: 500 m – 1000 m – 1500 m – 3000 m (tzv. mini čtyřboj).
- Od roku 1983 se závodí na čtyřech tratích: 500 m – 1500 m – 3000 m – 5000 m (tzv. malý čtyřboj).

### Hodnocení
- Od roku 1933 je používán bodovací systém samalog.

## Medailistky

### Neoficiální šampionáty
| Rok  | Místo | Zlato                 | Stříbro         | Bronz          |
| ---- | ----- | --------------------- | --------------- | -------------- |
| 1933 | Oslo  | Liselotte Landbecková | Synnøve Lieová  | Helen Binaová  |
| 1934 | Oslo  | Undis Blikkenová      | Verné Lescheová | Synnøve Lieová |
| 1935 | Oslo  | Laila Schou Nilsenová | Synnøve Lieová  | Kit Kleinová   |

### Oficiální šampionáty
| Rok                                                                 | Místo                                                    | Zlato                                                    | Stříbro                                                  | Bronz                                                    |
| ------------------------------------------------------------------- | -------------------------------------------------------- | -------------------------------------------------------- | -------------------------------------------------------- | -------------------------------------------------------- |
| 1936                                                                | Stockholm                                                | Kit Kleinová                                             | Verné Lescheová                                          | Synnøve Lieová                                           |
| 1937                                                                | Davos                                                    | Laila Schou Nilsenová                                    | Synnøve Lieová                                           | Verné Lescheová                                          |
| 1938                                                                | Oslo                                                     | Laila Schou Nilsenová                                    | Verné Lescheová                                          | Synnøve Lieová                                           |
| 1939                                                                | Tampere                                                  | Verné Lescheová                                          | Liisa Salmiová                                           | Laura Tamminenová                                        |
| 1940                                                                | Mistrovství světa se nekonalo kvůli druhé světové válce. | Mistrovství světa se nekonalo kvůli druhé světové válce. | Mistrovství světa se nekonalo kvůli druhé světové válce. | Mistrovství světa se nekonalo kvůli druhé světové válce. |
| 1941                                                                | Mistrovství světa se nekonalo kvůli druhé světové válce. | Mistrovství světa se nekonalo kvůli druhé světové válce. | Mistrovství světa se nekonalo kvůli druhé světové válce. | Mistrovství světa se nekonalo kvůli druhé světové válce. |
| 1942                                                                | Mistrovství světa se nekonalo kvůli druhé světové válce. | Mistrovství světa se nekonalo kvůli druhé světové válce. | Mistrovství světa se nekonalo kvůli druhé světové válce. | Mistrovství světa se nekonalo kvůli druhé světové válce. |
| 1943                                                                | Mistrovství světa se nekonalo kvůli druhé světové válce. | Mistrovství světa se nekonalo kvůli druhé světové válce. | Mistrovství světa se nekonalo kvůli druhé světové válce. | Mistrovství světa se nekonalo kvůli druhé světové válce. |
| 1944                                                                | Mistrovství světa se nekonalo kvůli druhé světové válce. | Mistrovství světa se nekonalo kvůli druhé světové válce. | Mistrovství světa se nekonalo kvůli druhé světové válce. | Mistrovství světa se nekonalo kvůli druhé světové válce. |
| 1945                                                                | Mistrovství světa se nekonalo kvůli druhé světové válce. | Mistrovství světa se nekonalo kvůli druhé světové válce. | Mistrovství světa se nekonalo kvůli druhé světové válce. | Mistrovství světa se nekonalo kvůli druhé světové válce. |
| 1946                                                                | Mistrovství světa se nekonalo kvůli druhé světové válce. | Mistrovství světa se nekonalo kvůli druhé světové válce. | Mistrovství světa se nekonalo kvůli druhé světové válce. | Mistrovství světa se nekonalo kvůli druhé světové válce. |
| 1947                                                                | Drammen                                                  | Verné Lescheová                                          | Else Marie Christiansenová                               | Maggi Kvestadová                                         |
| 1948                                                                | Turku                                                    | Marija Isakovová                                         | Lidija Selichovová                                       | Zoja Cholščevnikovová                                    |
| 1949                                                                | Kongsberg                                                | Marija Isakovová                                         | Zoja Cholščevnikovová                                    | Rimma Žukovová                                           |
| 1950                                                                | Moskva                                                   | Marija Isakovová                                         | Zinaida Krotovová                                        | Rimma Žukovová                                           |
| 1951                                                                | Eskilstuna                                               | Eevi Huttunenová                                         | Randi Thorvaldsenová                                     | Ragnhild Mikkelsenová                                    |
| 1952                                                                | Kokkola                                                  | Lidija Selichovová                                       | Marija Anikanovová                                       | Randi Thorvaldsenová                                     |
| 1953                                                                | Lillehammer                                              | Chalida Ščegolejevová                                    | Rimma Žukovová                                           | Lidija Selichovová                                       |
| 1954                                                                | Östersund                                                | Lidija Selichovová                                       | Rimma Žukovová                                           | Sofija Kondakovová                                       |
| 1955                                                                | Kuopio                                                   | Rimma Žukovová                                           | Tamara Rylovová                                          | Sofija Kondakovová                                       |
| 1956                                                                | Kvarnsveden                                              | Sofija Kondakovová                                       | Rimma Žukovová                                           | Tamara Rylovová                                          |
| 1957                                                                | Imatra                                                   | Inga Artamonovová                                        | Tamara Rylovová                                          | Lidija Selichovová                                       |
| 1958                                                                | Kristinehamn                                             | Inga Artamonovová                                        | Tamara Rylovová                                          | Sofija Kondakovová                                       |
| 1959                                                                | Sverdlovsk                                               | Tamara Rylovová                                          | Valentina Steninová                                      | Lidija Skoblikovová                                      |
| 1960                                                                | Östersund                                                | Valentina Steninová                                      | Tamara Rylovová                                          | Lidija Skoblikovová                                      |
| 1961                                                                | Tønsberg                                                 | Valentina Steninová                                      | Albina Tuzovová                                          | Lidija Skoblikovová                                      |
| 1962                                                                | Imatra                                                   | Inga Voroninová                                          | Lidija Skoblikovová                                      | Albina Tuzovová                                          |
| 1963                                                                | Karuizawa                                                | Lidija Skoblikovová                                      | Inga Voroninová                                          | Valentina Steninová                                      |
| 1964                                                                | Kristinehamn                                             | Lidija Skoblikovová                                      | Inga Voroninová                                          | Tamara Rylovová                                          |
| 1965                                                                | Oulu                                                     | Inga Voroninová                                          | Valentina Steninová                                      | Stien Kaiserová                                          |
| 1966                                                                | Trondheim                                                | Valentina Steninová                                      | Kim Song-sun                                             | Stien Kaiserová                                          |
| 1967                                                                | Deventer                                                 | Stien Kaiserová                                          | Lāsma Kaunisteová                                        | Dianne Holumová                                          |
| 1968                                                                | Helsinky                                                 | Stien Kaiserová                                          | Ans Schutová                                             | Carry Geijssenová                                        |
| 1969                                                                | Grenoble                                                 | Lāsma Kaunisteová                                        | Stien Kaiserová                                          | Ans Schutová                                             |
| 1970                                                                | West Allis                                               | Atje Keulenová-Deelstraová                               | Stien Kaiserová                                          | Sigrid Sundbyová                                         |
| 1971                                                                | Helsinky                                                 | Nina Statkevičová                                        | Stien Kaiserová                                          | Ljudmila Titovová                                        |
| 1972                                                                | Heerenveen                                               | Atje Keulenová-Deelstraová                               | Stien Baasová-Kaiserová                                  | Dianne Holumová                                          |
| 1973                                                                | Strömsund                                                | Atje Keulenová-Deelstraová                               | Taťjana Šelechovová                                      | Trijnie Repová                                           |
| 1974                                                                | Heerenveen                                               | Atje Keulenová-Deelstraová                               | Taťjana Averinová                                        | Nina Statkevičová                                        |
| 1975                                                                | Assen                                                    | Karin Kessowová                                          | Taťjana Averinová                                        | Sheila Youngová                                          |
| 1976                                                                | Gjøvik                                                   | Sylvia Burkaová                                          | Taťjana Averinová                                        | Sheila Youngová                                          |
| 1977                                                                | Keystone                                                 | Vera Bryndzejová                                         | Galina Stěpanská                                         | Galina Nikitinová                                        |
| 1978                                                                | Helsinky                                                 | Taťjana Averinová                                        | Galina Stěpanská                                         | Marion Dittmannová                                       |
| 1979                                                                | Haag                                                     | Beth Heidenová                                           | Natalja Petrusjovová                                     | Sylvia Burkaová                                          |
| 1980                                                                | Hamar                                                    | Natalja Petrusjovová                                     | Beth Heidenová                                           | Bjørg Eva Jensenová                                      |
| 1981                                                                | Sainte-Foy                                               | Natalja Petrusjovová                                     | Karin Enkeová                                            | Sarah Docterová                                          |
| 1982                                                                | Inzell                                                   | Karin Buschová                                           | Andrea Schöneová                                         | Natalja Petrusjovová                                     |
| 1983                                                                | Karl-Marx-Stadt                                          | Andrea Schöneová                                         | Karin Enkeová                                            | Valentina Lalenkovová                                    |
| 1984                                                                | Deventer                                                 | Karin Enkeová                                            | Andrea Schöneová                                         | Gabi Schönbrunnová                                       |
| 1985                                                                | Sarajevo                                                 | Andrea Schöneová                                         | Gabi Schönbrunnová                                       | Sabine Brehmová                                          |
| 1986                                                                | Haag                                                     | Karin Kaniaová                                           | Andrea Schöneová                                         | Sabine Brehmová                                          |
| 1987                                                                | West Allis                                               | Karin Kaniaová                                           | Andrea Schöneová                                         | Yvonne van Gennipová                                     |
| 1988                                                                | Skien                                                    | Karin Kaniaová                                           | Yvonne van Gennipová                                     | Erwina Ryśová-Ferensová                                  |
| 1989                                                                | Lake Placid                                              | Constanze Moserová-Scandolová                            | Gunda Kleemannová                                        | Yvonne van Gennipová                                     |
| 1990                                                                | Calgary                                                  | Jacqueline Börnerová                                     | Seiko Hašimotová                                         | Constanze Moserová-Scandolová                            |
| 1991                                                                | Hamar                                                    | Gunda Kleemannová                                        | Heike Warnickeová                                        | Lia van Schieová                                         |
| 1992                                                                | Heerenveen                                               | Gunda Niemannová                                         | Emese Hunyadyová                                         | Seiko Hašimotová                                         |
| 1993                                                                | Berlín                                                   | Gunda Niemannová                                         | Emese Hunyadyová                                         | Heike Warnickeová                                        |
| 1994                                                                | Butte                                                    | Emese Hunyadyová                                         | Ulrike Adebergová                                        | Mihaela Dascăluová                                       |
| 1995                                                                | Savalen                                                  | Gunda Niemannová                                         | Ljudmila Prokaševová                                     | Annamarie Thomasová                                      |
| 1996                                                                | Inzell                                                   | Gunda Niemannová                                         | Claudia Pechsteinová                                     | Mie Ueharaová                                            |
| 1997                                                                | Nagano                                                   | Gunda Niemannová                                         | Claudia Pechsteinová                                     | Tonny de Jongová                                         |
| 1998                                                                | Heerenveen                                               | Gunda Niemannová-Stirnemannová                           | Claudia Pechsteinová                                     | Anni Friesingerová                                       |
| 1999                                                                | Hamar                                                    | Gunda Niemannová-Stirnemannová                           | Claudia Pechsteinová                                     | Tonny de Jongová                                         |
| 2000                                                                | Milwaukee                                                | Claudia Pechsteinová                                     | Gunda Niemannová-Stirnemannová                           | Maki Tabataová                                           |
| 2001                                                                | Budapešť                                                 | Anni Friesingerová                                       | Claudia Pechsteinová                                     | Renate Groenewoldová                                     |
| 2002                                                                | Heerenveen                                               | Anni Friesingerová                                       | Cindy Klassenová                                         | Claudia Pechsteinová                                     |
| 2003                                                                | Göteborg                                                 | Cindy Klassenová                                         | Claudia Pechsteinová                                     | Daniela Anschützová-Thomsová                             |
| 2004                                                                | Hamar                                                    | Renate Groenewoldová                                     | Claudia Pechsteinová                                     | Wieteke Cramerová                                        |
| 2005                                                                | Moskva                                                   | Anni Friesingerová                                       | Cindy Klassenová                                         | Claudia Pechsteinová                                     |
| 2006                                                                | Calgary                                                  | Cindy Klassenová                                         | Claudia Pechsteinová                                     | Kristina Grovesová                                       |
| 2007                                                                | Heerenveen                                               | Ireen Wüstová                                            | Anni Friesingerová                                       | Cindy Klassenová                                         |
| 2008                                                                | Berlín                                                   | Paulien van Deutekomová                                  | Ireen Wüstová                                            | Kristina Grovesová                                       |
| 2009                                                                | Hamar                                                    | Martina Sáblíková                                        | Kristina Grovesová                                       | Ireen Wüstová                                            |
| 2010                                                                | Heerenveen                                               | Martina Sáblíková                                        | Kristina Grovesová                                       | Ireen Wüstová                                            |
| 2011                                                                | Calgary                                                  | Ireen Wüstová                                            | Christine Nesbittová                                     | Martina Sáblíková                                        |
| 2012                                                                | Moskva                                                   | Ireen Wüstová                                            | Martina Sáblíková                                        | Christine Nesbittová                                     |
| 2013                                                                | Hamar                                                    | Ireen Wüstová                                            | Diane Valkenburgová                                      | Jekatěrina Šichovová                                     |
| 2014                                                                | Heerenveen                                               | Ireen Wüstová                                            | Olga Grafová                                             | Yvonne Nautová                                           |
| 2015                                                                | Calgary                                                  | Martina Sáblíková                                        | Ireen Wüstová                                            | Ida Njåtunová                                            |
| 2016                                                                | Berlín                                                   | Martina Sáblíková                                        | Ireen Wüstová                                            | Antoinette de Jongová                                    |
| 2017                                                                | Hamar                                                    | Ireen Wüstová                                            | Martina Sáblíková                                        | Miho Takagiová                                           |
| 2018                                                                | Amsterdam                                                | Miho Takagiová                                           | Ireen Wüstová                                            | Annouk van der Weijdenová                                |
| 2019                                                                | Calgary                                                  | Martina Sáblíková                                        | Miho Takagiová                                           | Antoinette de Jongová                                    |
| 2020                                                                | Hamar                                                    | Ireen Wüstová                                            | Ivanie Blondinová                                        | Antoinette de Jongová                                    |
| Od roku 2021 se Mistrovství světa ve víceboji koná v sudých letech. |                                                          |                                                          |                                                          |                                                          |
| 2022                                                                | Hamar                                                    | Irene Schoutenová                                        | Miho Takagiová                                           | Antoinette de Jongová                                    |
| 2024                                                                | Inzell                                                   | Joy Beuneová                                             | Marijke Groenewoudová                                    | Antoinette de Jongová                                    |

## Medailové pořadí závodnic
V tabulce jsou uvedeny pouze závodnice, které získaly nejméně 2 zlaté medaile. V tabulce nejsou započítány neoficiální šampionáty z let 1933–1935.
| Pořadí | Jméno                            | Zlato | Stříbro | Bronz | Celkem |
| ------ | -------------------------------- | ----- | ------- | ----- | ------ |
| 1.     | / Gunda Niemannová-Stirnemannová | 8     | 2       | 0     | 10     |
| 2.     | Ireen Wüstová                    | 7     | 4       | 2     | 13     |
| 3.     | Martina Sáblíková                | 5     | 2       | 1     | 8      |
| 4.     | Karin Enkeová                    | 5     | 2       | 0     | 7      |
| 5.     | Inga Voroninová-Artamonovová     | 4     | 2       | 0     | 6      |
| 6.     | Atje Keulenová-Deelstraová       | 4     | 0       | 0     | 4      |
| 7.     | Valentina Steninová              | 3     | 2       | 1     | 6      |
| 8.     | Anni Friesingerová               | 3     | 1       | 1     | 5      |
| 9.     | Marija Isakovová                 | 3     | 0       | 0     | 3      |
| 10.    | Stien Baasová-Kaiserová          | 2     | 4       | 2     | 8      |
| 11.    | Andrea Ehrigová-Mitscherlichová  | 2     | 4       | 0     | 6      |
| 12.    | Cindy Klassenová                 | 2     | 2       | 1     | 5      |
| 12.    | Verné Lescheová                  | 2     | 2       | 1     | 5      |
| 14.    | Lidija Skoblikovová              | 2     | 1       | 3     | 6      |
| 15.    | Lidija Selichovová               | 2     | 1       | 2     | 5      |
| 16.    | Natalja Petrusjovová             | 2     | 1       | 1     | 4      |
| 17.    | Laila Schou Nilsenová            | 2     | 0       | 0     | 2      |

## Medailové pořadí zemí
V tabulce nejsou započítány neoficiální šampionáty z let 1933–1935.
| Pořadí | Země             | Zlato | Stříbro | Bronz | Celkem |
| ------ | ---------------- | ----- | ------- | ----- | ------ |
| 1.     | Sovětský svaz    | 24    | 25      | 20    | 69     |
| 2.     | Nizozemsko       | 17    | 12      | 22    | 51     |
| 3.     | Německo          | 12    | 12      | 5     | 29     |
| 4.     | Východní Německo | 10    | 8       | 5     | 23     |
| 5.     | Česko            | 5     | 2       | 1     | 8      |
| 6.     | Kanada           | 3     | 6       | 5     | 14     |
| 7.     | Finsko           | 3     | 4       | 2     | 9      |
| 8.     | Norsko           | 4     | 5       | 9     | 18     |
| 9.     | USA              | 2     | 1       | 7     | 10     |
| 10.    | Japonsko         | 1     | 3       | 4     | 8      |
| 11.    | Rakousko         | 2     | 2       | 0     | 3      |
| 12.    | Rusko            | 0     | 1       | 1     | 2      |
| 13.    | Kazachstán       | 0     | 1       | 0     | 1      |
| 13.    | Severní Korea    | 0     | 1       | 0     | 1      |
| 15.    | Polsko           | 0     | 0       | 1     | 1      |
| 15.    | Rumunsko         | 0     | 0       | 1     | 1      |